# Ecorregión de agua dulce Paraguay
La ecorregión de agua dulce Paraguay (343) es una georregión ecológica acuática continental situada en el centro de América del Sur. Se la incluye en la ecozona Neotropical.

## Distribución
Esta ecorregión se distribuye en los estados del centro-sur del Brasil, en el sudeste de Bolivia, en el centro-este del Paraguay y, de manera limítrofe, en el norte de la Argentina.
Incluye las cuencas de drenaje del alto río Paraguay, los afluentes que discurren por las laderas meridionales del Escudo Brasileño y los afluentes que corren a través de los terrenos bajos del Pantanal matogrossense. El límite más meridional es la desembocadura del río Paraguay en el río Paraná. El límite norte es la divisoria de aguas con la cuenca del Amazonas a lo largo de la Chapada dos Parecis y la Chapada dos Guimarães en el Escudo Brasileño. El límite oriental es la línea divisoria de las cuencas del río Paraná y del río Araguaia. El límite occidental es el lado occidental del canal principal del río Paraguay.

## Endemismos
Son numerosas las especies endémicas de esta ecorregión de agua dulce; de las que integran el orden Siluriformes —género Hypostomus— se encuentran H. perdido e H. careopinnatus. También de dicho orden es endémico Microglanis leniceae.